# Carlos Puget
Carlos Puget y Grases (San Feliú de Llobregat, 1846-Igualada, 1925) fue un jurista y periodista español. 

## Biografía
Era hijo del barcelonés Teodoro Puget Gomis y de Ana Grases Padró. Aunque nació en San Feliú de Llobregat, desde niño vivió en Igualada, donde su padre ejercía de notario. Carlos Puget estudiaría Derecho y sería procurador de los tribunales. 
Considerado como uno de los pioneros del periodismo igualadino, fue el promotor y director del Semanario de Igualada (1880-1887), periódico católico desde el que sostuvo reñidas polémicas con La Colmena de Igualada (1880-1882) y El Porvenir de Igualada (1882-1883), y defendió con entusiasmo el proyecto de tren de Igualada a Martorell. Más adelante fue uno de los principales redactores de La Semana de Igualada (1890-1902) y El Estandarte (1908-1910), destacando como polemista vibrante y de escritura fácil. 

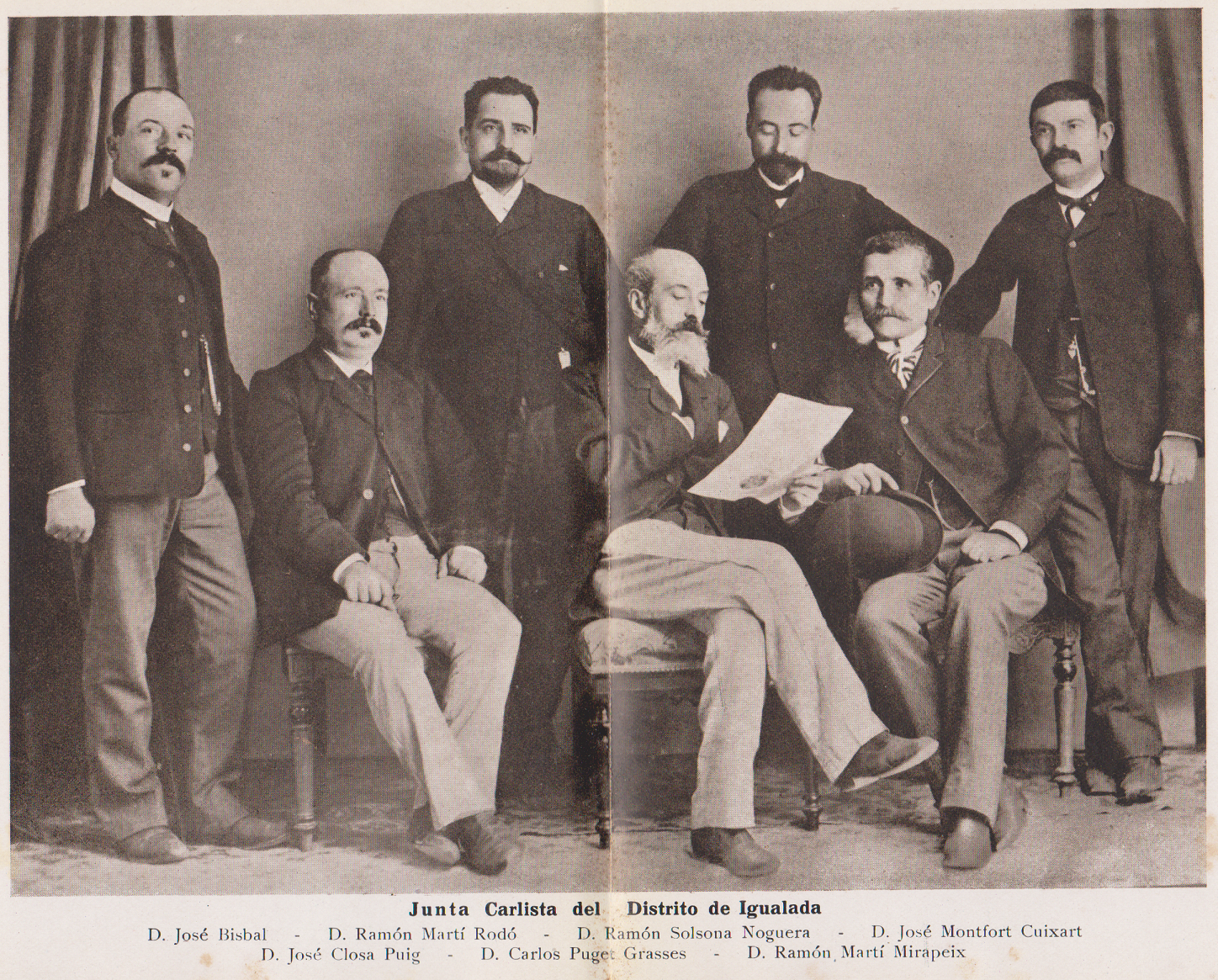
Junta Carlista de Igualada

El pretendiente Carlos VII lo nombró jefe de la Junta Tradicionalista del distrito de Igualada, cargo que desempeñó durante muchos años, hasta que fue sucedido por Ramón Martí y Mirapeix.
Como dirigente carlista de Igualada, en 1885 firmó con un centenar de carlistas locales una adhesión a Ramón Nocedal y al diario integrista El Siglo Futuro, antes de que este periódico fuera expulsado del partido por Don Carlos.
En septiembre de 1895 visitó a Don Carlos en el palacio de Loredan de Venecia y fue invitado a su mesa. A su regreso a España, relataría el encuentro con el caudillo legitimista en un artículo publicado en la Biblioteca Popular Carlista. En 1901 Puget envió al pretendiente como reliquia un trozo de la bandera española arriada en Manila en 1898, que unos soldados habían conseguido salvar para que no cayese íntegra en poder de los yanquis.
Por diferencias de apreciación respeto a la actuación de los carlistas locales, se retiró de la política activa, pero mantuvo sus ideales tradicionalistas y su suscripción a El Correo Catalán.
Falleció el 6 de diciembre del 1925. Estuvo casado con Adelina Rodríguez, con quien tuvo por hijos a Ramón y Montserrat Puget Rodríguez.
Un sobrino suyo, José Roca Puget, fue alcalde de Igualada durante la dictadura de Primo de Rivera.

## Obras
- Viaje a Roma. Impresiones de un peregrino (1894)